# Okręg Dinan
Okręg Dinan (fr. Arrondissement de Dinan) – okręg w północno-zachodniej Francji. Populacja wynosi 125 tysięcy.

## Podział administracyjny
W skład okręgu wchodzą następujące kantony:
- Broons,
- Caulnes,
- Collinée,
- Dinan-Est,
- Dinan-Ouest,
- Évran,
- Jugon-les-Lacs,
- Matignon,
- Merdrignac,
- Plancoët,
- Plélan-le-Petit,
- Ploubalay.